# Панасуан
Панасуан (индон. Bahasa Panasuan) — один из австронезийских языков, распространён на острове Сулавеси — в о́круге Мамуджу провинции Западный Сулавеси (Индонезия).
По данным Ethnologue, количество носителей данной группы языков составляло примерно 800 чел. в 2004 году.
Используется в быту, в богослужении, торговле.